# Андреев, Егор Петрович
Егор Петрович Андреев (23 февраля 1930 году — 25 ноября 2005) — юный герой, участник Великой Отечественной войны, сын полка в составе 795 артиллерийского полка 82 стрелковой дивизии.

## Биография
Родился 23 февраля 1930 года в деревне Бекасово, Издешковского района Смоленской области. Незадолго до начала Великой Отечественной войны остался без матери. Стал заботиться о младшем брате и сестрёнки. До войны мальчик проходил обучение в сельской школе, которая находилась в трёх километрах от дома.
В 1942 году был схвачен и расстрелян отец, который был связным у партизан. Была убита и бабушка. Дети остались одни. Одиннадцатилетний Егор стал единственным кормильцем в семье: стал просить милостыню, приворовывал у фашистов провизию.
Смышлёный подросток ещё при жизни отца помогал ему, замечал расположение фашистских частей, их численность, количество техники, то есть вёл разведку. После гибели отца мальчик стал все сведения передавать партизанам.
Сестрёнка заболела и умерла, а брата забрала тётя. Егор был вынужден покинуть родной дом, так как его выдали немцам и те начали преследовать. Продвигаясь к частям Красной Армии, его помогал солдатам и партизанам ценными сведениями. Через некоторое время школьника зачислили в 5-ю артиллерийскую батарею 795-го артиллерийского полка 82-й стрелковой дивизии, юный партизан стал сыном полка.
В батарее он стал выполнять обязанности телефониста. В его задачу входило обеспечить бесперебойную связь между командованием и передовой. Мужественно переносил все тяготы и лишения военной жизни, выполнял приказы командиров и старших товарищей. Принимал участие в боях на Центральном и Западном фронтах, освобождал Смоленскую область и Белоруссию. Участник боёв за освобождение городов Сафоново, Ярцево, Вязьмы, Смоленска. Был представлен к награде медалью "За боевые заслуги".
Взрывом вражеского снаряда его засыпало землёй. Солдаты откопали его и отправили в госпиталь. После излечения Егора направили учиться в ремесленное училище города Калининграда (ныне Королёв). Завершив обучение в училище мальчик стал работать на заводе №88, где проработал до конца своей жизни.Активно занимался общественной деятельностью. Являлся председателем объединения «Участники войны», помогал фронтовикам, работавшим на предприятия.
Умер 25 ноября 2005 года в Пушкинском районе Московской области.

## Награды
- Орден Отечественной войны 2 степени,
- Медаль "За боевые заслуги",
- Медаль "За трудовую доблесть",
- Медаль «За победу над Германией в Великой Отечественной войне 1941—1945 гг.»,
- Медаль «Ветеран труда»,
- другие медали.